# 兵庫県道19号加古川高砂線
兵庫県道19号加古川高砂線（ひょうごけんどう19ごう かこがわたかさごせん）は、兵庫県加古川市から高砂市に至る主要地方道（兵庫県道）である。

## 概要
この路線は加古川市街から西南へ、兵庫県道718号明石高砂線（旧国道250号）と養田交差点で重複し、高砂市高砂町藍屋町まで到達している。
全線2車線であり、国道2号と国道250号を結ぶ道として機能している。

### 路線データ

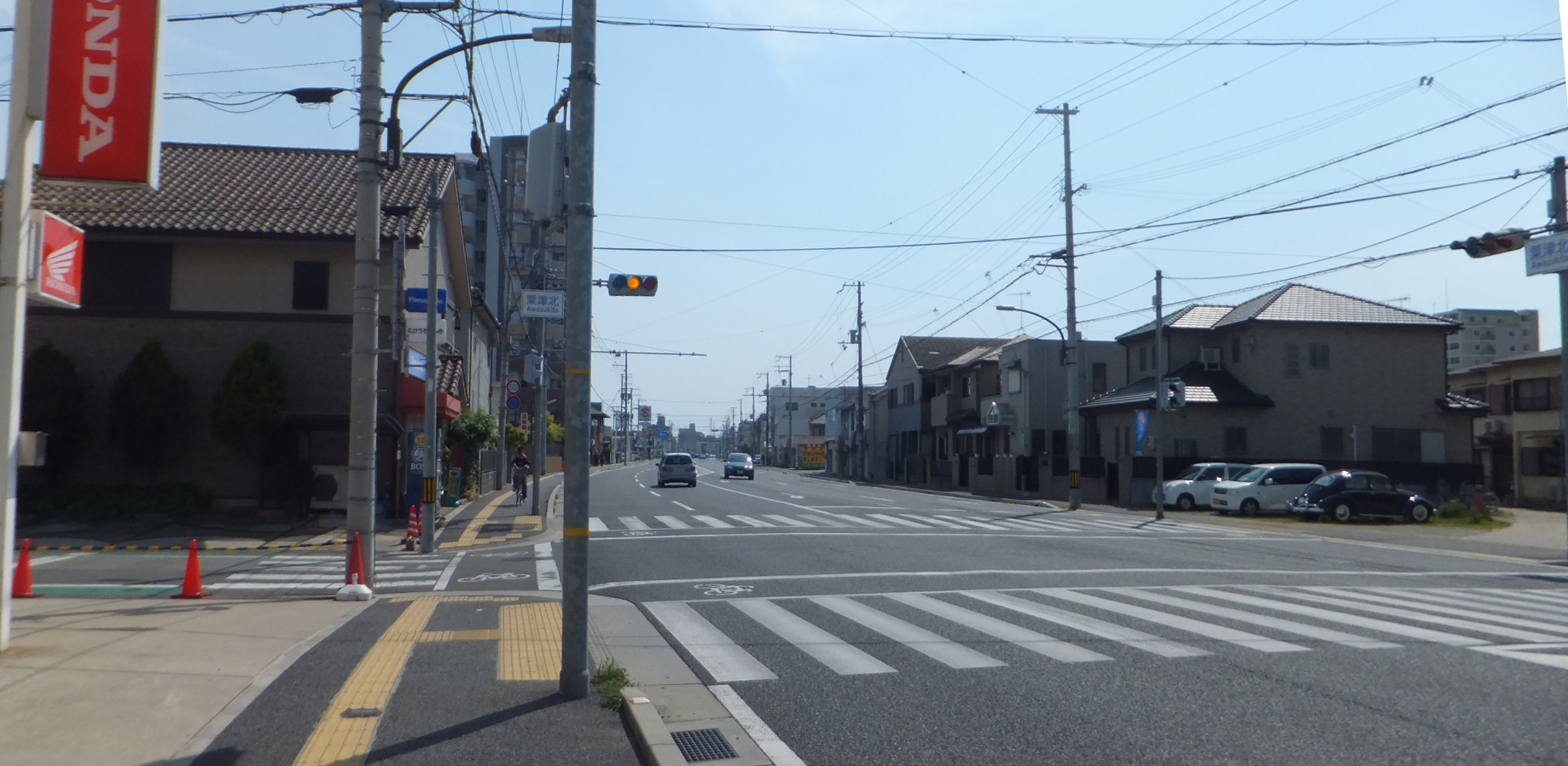
起点付近
加古川市寺家町

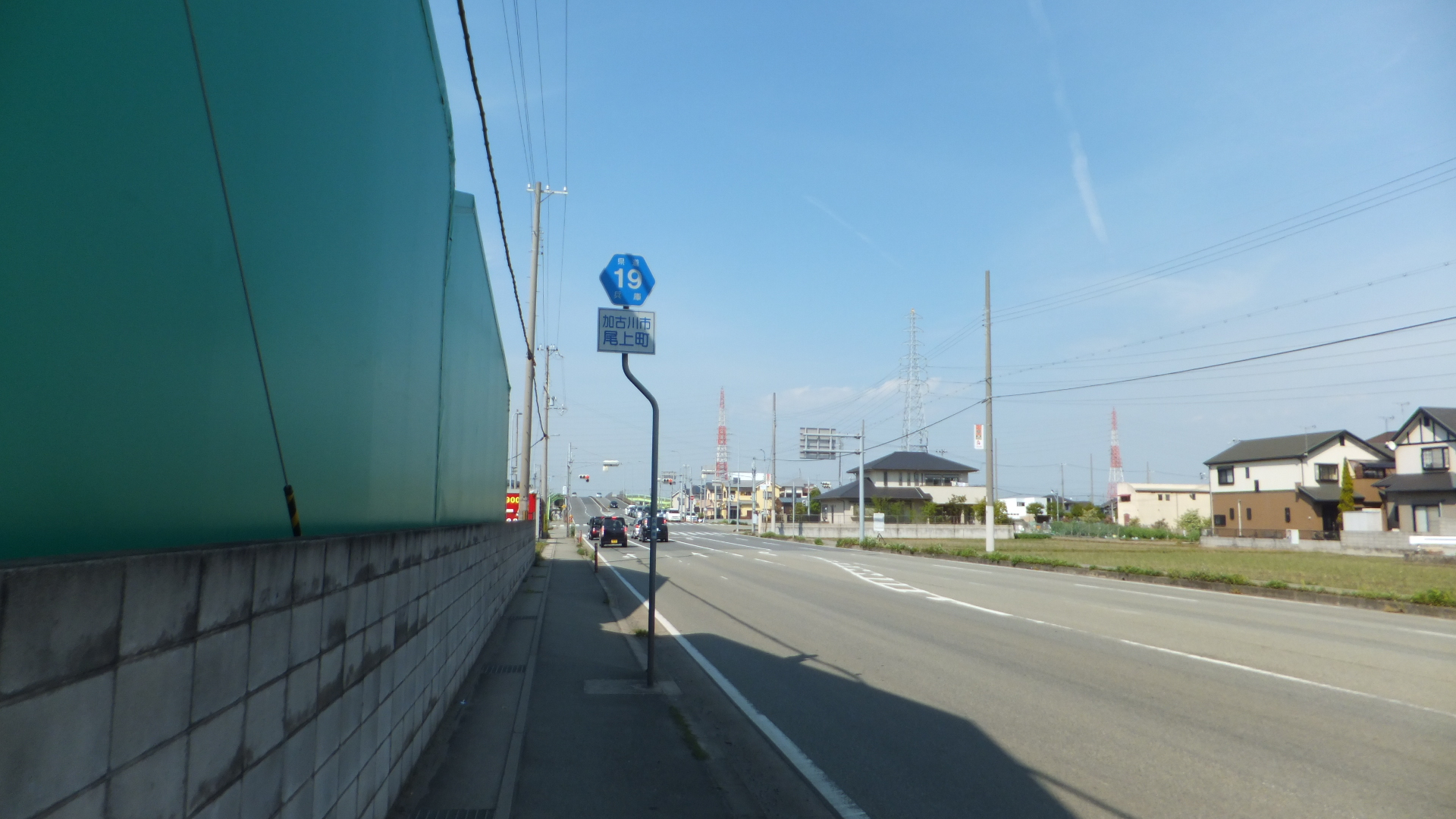
終点付近
加古川市尾上町養田2丁目

- 起点：加古川市加古川町寺家町（国道2号大川町交差点）
- 終点：高砂市高砂町藍屋町（兵庫県道210号相生橋西詰交差点）
- 総延長：2.632 km

## 歴史
- 1954年（昭和29年）
  - 1月20日 - 建設省（現・国土交通省）が主要地方道加古川高砂線を指定。
  - 11月24日 - 兵庫県が県道19号加古川高砂線を認定。
- 1993年（平成5年）5月11日 - 建設省から、県道加古川高砂線が加古川高砂線として主要地方道に再指定される[1]。

## 路線状況

### 重複区間
- 兵庫県道718号明石高砂線（加古川市尾上町養田 - 高砂市高砂町藍屋町・相生橋西詰交差点）

## 地理

### 通過する自治体
- 加古川市
- 高砂市

### 交差する道路

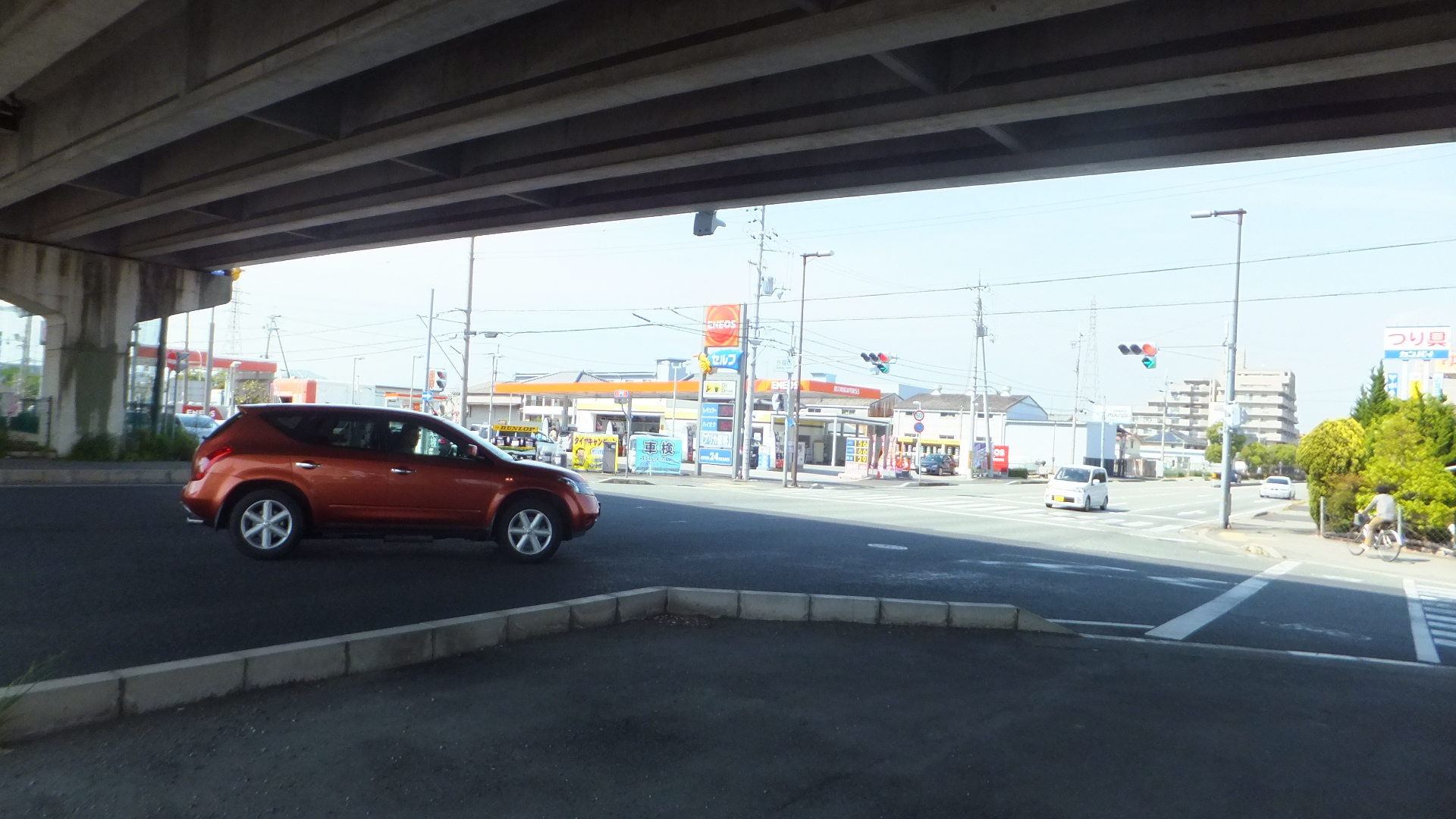
国道250号との交点
加古川市加古川町南備後

- 国道2号・兵庫県道18号加古川小野線（加古川市加古川町寺家町・大川町交差点、起点）
- 国道250号 明姫幹線（加古川市加古川町南備後・今福西交差点）
- 兵庫県道718号明石高砂線（加古川市尾上町養田・養田交差点）
- 兵庫県道210号高砂港線・兵庫県道718号明石高砂線（高砂市高砂町藍屋町・相生橋西詰交差点、終点）